# フィリピン国家歴史委員会
フィリピン国家歴史委員会（タガログ語: Pambansang Komisyong Pangkasaysayan ng Pilipinas、英語: National Historical Commission of the Philippines）は、フィリピンの文化政策を担う国家行政機関の一つである。
フィリピンの歴史や同国の英雄に関する重要な文化遺産の保全を分掌し、「遺産地域」の一部・「歴史的ランドマーク」・「歴史的記念物」・「歴史的聖地」・「重要文化財」の一部について、それらの指定を行う。